# Streniastis
Streniastis is een geslacht van vlinders van de familie tastermotten (Gelechiidae).

## Soorten
- S. composita Meyrick, 1922
- S. thermaea (Lower, 1897)